# Уракчиев, Алибек Хусинович
Алибек Хусинович Уракчиев — сотрудник Министерства внутренних дел России, полковник милиции, погиб при исполнении служебных обязанностей, кавалер ордена Мужества.

## Биография
Алибек Хусинович Уракчиев родился 3 января 1955 года в ауле Адиль-Халк Ногайского района Карачаево-Черкесской автономной области. В 1974—1976 годах проходил службу в Вооружённых Силах СССР. В декабре 1980 года поступил на службу в органы Министерства внутренних дел СССР. Прошёл путь от низовых должностей до крупных руководящих постов в системе Министерства внутренних дел Карачаево-Черкесской Республики. В июле 2005 года возглавил отделение по борьбе с преступления экстремистской направленности отдела по борьбе с терроризмом, экстремизмом и зонального обслуживания Управления по борьбе с организованной преступностью при Министерстве внутренних дел Карачаево-Черкесской Республики.
Возглавляя антитеррористическое ведомство республики, полковник милиции Алибек Уракчиев внёс значительный вклад в дело ликвидации незаконных вооружённых формирований в регионе, разгром их тайных баз и складов. За отличную службу он многократно поощрялся руководством республиканского и федерального Министерств внутренних дел, не раз удостаивался медалей и ведомственных почётных знаков, ему было присвоено звание заслуженного сотрудника органов внутренних дел Карачаево-Черкесской области.
13 сентября 2008 года Уракчиев был обстрелян неизвестными из автоматического оружия в своём родном ауле Адиль-Халк. Получив смертельное ранение, он скончался в больнице. Впоследствии преступники были установлены правоохранительными органами. Двое участников убийства полковника милиции Уракчиева — боевики Еслимесов и Катаганов — были уничтожены при задержании, ещё двое были задержаны и впоследствии осуждены.
Указом Президента Российской Федерации полковник милиции Алибек Хусинович Уракчиев посмертно был удостоен ордена Мужества.

## Память
- В честь Уракчиева названа улица в его родном ауле Адиль-Халк.
- Имя Уракчиева носит средняя общеобразовательная школа аула Адиль-Халк, на её здании установлена мемориальная доска[4].